# Klaus Kirsten

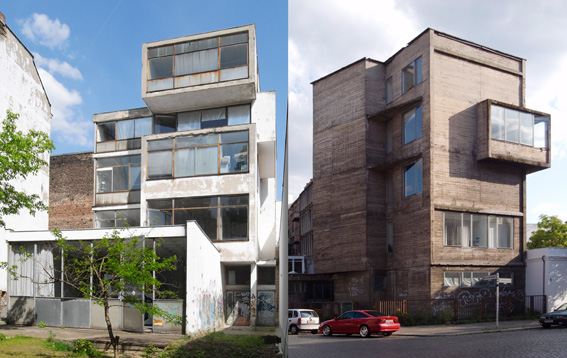
ExRotaprint in Berlin-Gesundbrunnen DB Turm1+2

Klaus Kirsten (* 1929; † 1999) war ein Architekt in Berlin und Partner im Architekturbüro Kirsten & Nather. Eines seiner bedachtesten Bauwerke ist Fabrikgelände Rotaprint im Berliner Stadtteil Wedding. Dieses hat sich zumindest am Brutalismus orientiert.

## Leben
Von 1948 bis 1955, unterbrochen von Studienaufenthalten in Italien und zwei Semestern in Stuttgart, studierte der Sohn eines Professors der Zahnmedizin bei Hans Scharoun, Willy Kremer und Herta Hammerbacher Architektur an der TU Berlin. Mit dem Architekten Heinz Nather, der zeitgleich in Berlin studiert hatte, leitete er von 1957 bis zu seinem Tod 1999 das Architekturbüro Kirsten & Nather in Berlin, das zu den herausragenden Büros im Berlin der 1950er und 1960er Jahre zählte. Jeder ihrer Bauten, egal ob es sich um ein Fabrikgebäude oder ein Wohnhaus handelt, zeichnet sich durch einen gleichermaßen eigenwilligen wie souveränen Umgang mit Formen und Materialien aus. Geprägt von der avantgardistischen Baukunst in Italien und den Vereinigten Staaten, errichtete das Büro vor allem in den 1950er und 1960er Jahren unkonventionelle, offene Bauwerke in freien Formen, meist im privaten Auftrag.

## Werke (Auswahl)
- 1955–1959: Berlin-Gesundbrunnen, Gottschedstr. 4, Verwaltungs- und Produktionsgebäude der Firma Rotaprint[3] unter Denkmalschutz[4]
- ab 1957: Für Rotaprint hatte Kirsten noch allein gearbeitet; die Folgebauten entstanden im Büro Kirsten und Nather
- 1959: Wohnhäuser, Berlin-Hansaviertel, Händelallee 65 und 67[5]
- 1960: Wohnhaus Ziethen, Limone sul Garda am Gardasee
- 1962: Drei Reihenhaussiedlungen in Köln, Chorweiler-Seeberg
- 1965: Wohnhaus Heinz Nather, Berlin-Wannsee, unter Denkmalschutz[6][7]
- Werkbauten für Firma Elektron, Berlin, Saatwinkler Damm 60
- Werkbauten für Firma Berliner Bettwäsche, Berlin, Bülowstraße 76